# Akbarnama

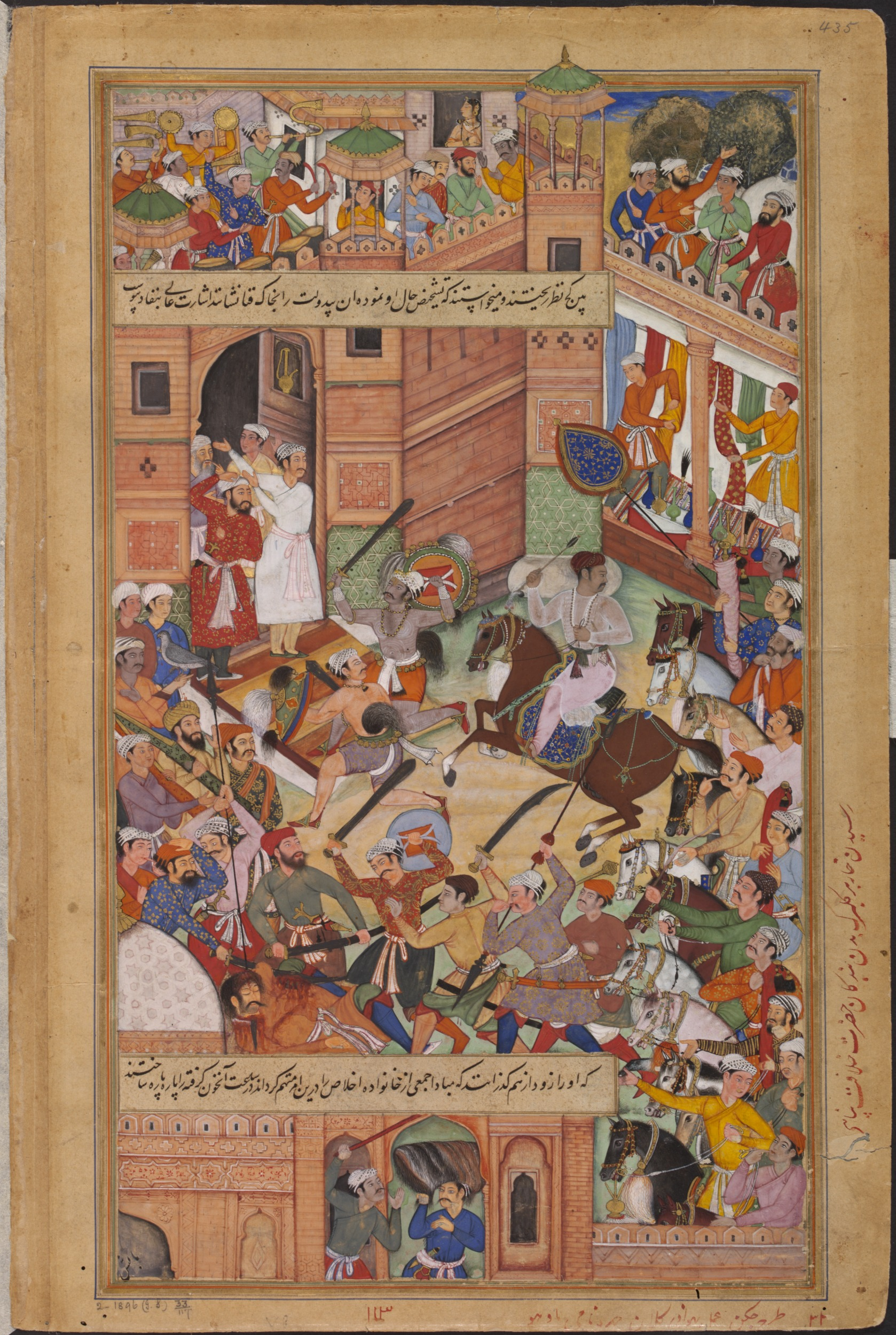
Uma tentativa de vida de Akbar em Deli em 1564

A Akbarnama, que se traduz em Livro de Akbar, é a crônica oficial do reinado de Akbar, o terceiro imperador mogol (r. 1556-1605), encomendado pelo próprio Akbar ao historiador e biógrafo da corte, Abu'l-Fazl ibn Mubarak. É considerada uma das "nove joias da corte de Akbar" por escritores mogóis. Foi escrita em persa, a língua literária dos mongóis, e inclui descrições vívidas e detalhadas de sua vida e época. Seguiu o Baburnama, o livro de memórias mais pessoal de seu avô, Babur, fundador da dinastia. Assim, foi produzido na forma de manuscritos ricamente ilustrados.

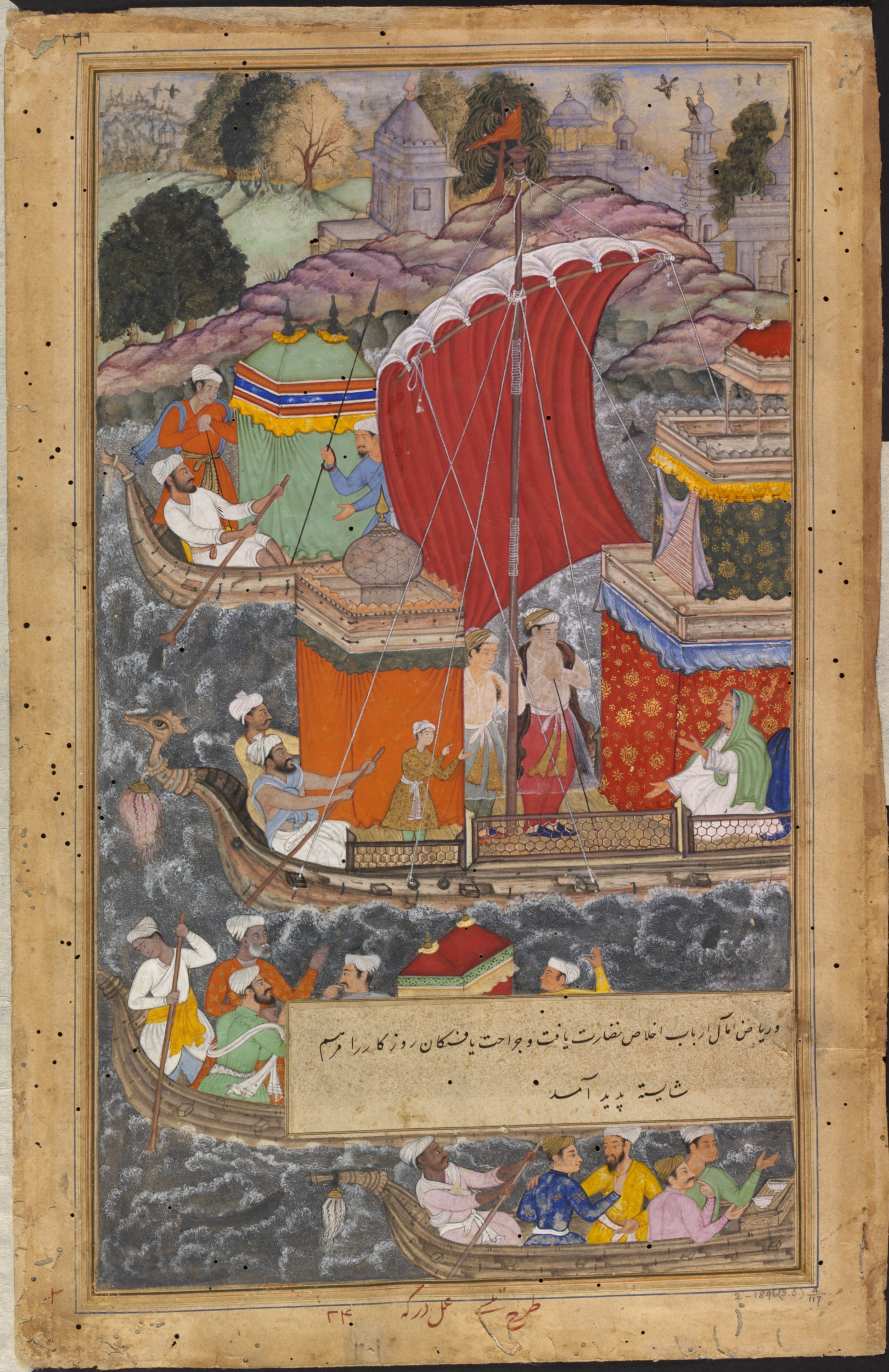
A mãe de Akbar viaja de barco para Agra, Victoria and Albert Museum

O trabalho foi encomendado por Akbar e escrito por Abul Fazl, uma das Nove Jóias (em hindi: Navaratnas) da corte real de Akbar. Afirma-se que o livro levou sete anos para ser concluído. Os manuscritos originais continham muitas pinturas em miniatura que acompanhavam os textos, que se pensa terem sido ilustrados entre c. 1592 e 1594 por pelo menos quarenta e nove artistas diferentes do estúdio de Akbar, representando o melhor da escola de pintura mogol e mestres da oficina imperial, incluindo Basawan, cujo uso de retratos em suas ilustrações foi uma inovação na arte indiana.
Após a morte de Akbar em 1605, o manuscrito permaneceu na biblioteca de seu filho Jahangir (r. 1605-1627) e mais tarde Shah Jahan (r. 1628-1658). Hoje, o manuscrito ilustrado de Akbarnma, com 116 pinturas em miniatura, está no Victoria and Albert Museum. Foi comprada pelo South Kensington Museum (agora V&A) em 1896 de Frances Clarke, adquirida pelo marido após sua aposentadoria por servir como Comissário de Oude (1858-1862). Logo depois, as pinturas e o frontispício iluminado foram removidos do volume a ser montado e emoldurado para exibição.

## Volumes I e II
O primeiro volume da Akbarnama lida com o nascimento de Akbar, a história da família de Tamerlão e os reinados de Babur e Humaium e os sultões de Sur, em Deli. Segundo Abul Fazl Humayun, o segundo imperador mogol e o pai de Akbar estavam rezando para a Ka'ba, um lugar sagrado islâmico, por um sucessor do império mogol. Após essa oração, Maryam Makani mostra diferentes sinais de que está grávida de Akbar, como ter uma testa brilhante que outros acreditam ser um espelho em seu rosto ou o calor e a alegria que entram em seu peito quando uma luz brilha sobre ela. Maryam acredita que é a Luz de Deus abençoando ela e seu filho ainda não nascido. Nove meses depois, enquanto Humaiun estava ausente, Maryam deu luz à Akbar sob o que é considerado uma estrela auspiciosa e houve uma grande celebração.
O segundo volume descreve a história detalhada do reinado de Akbar até 1602 e registra os eventos durante o reinado de Akbar. Ele também trata de como Bairam Khan e Akbar venceram a batalha de Panipat contra Hemu, um guerreiro indiano.

## Volume III:Ain-i-Akbari

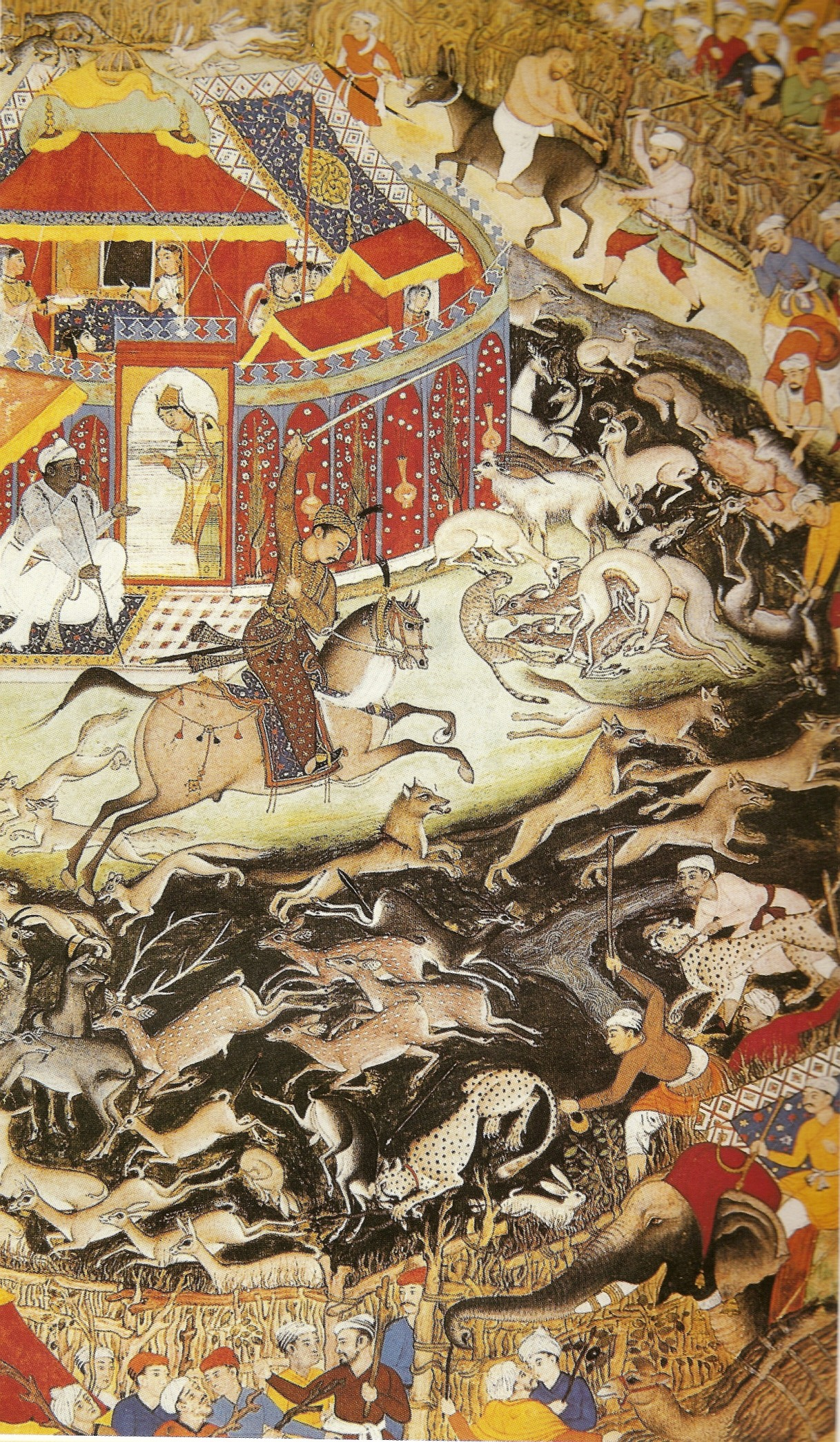
Akbar em uma caçada

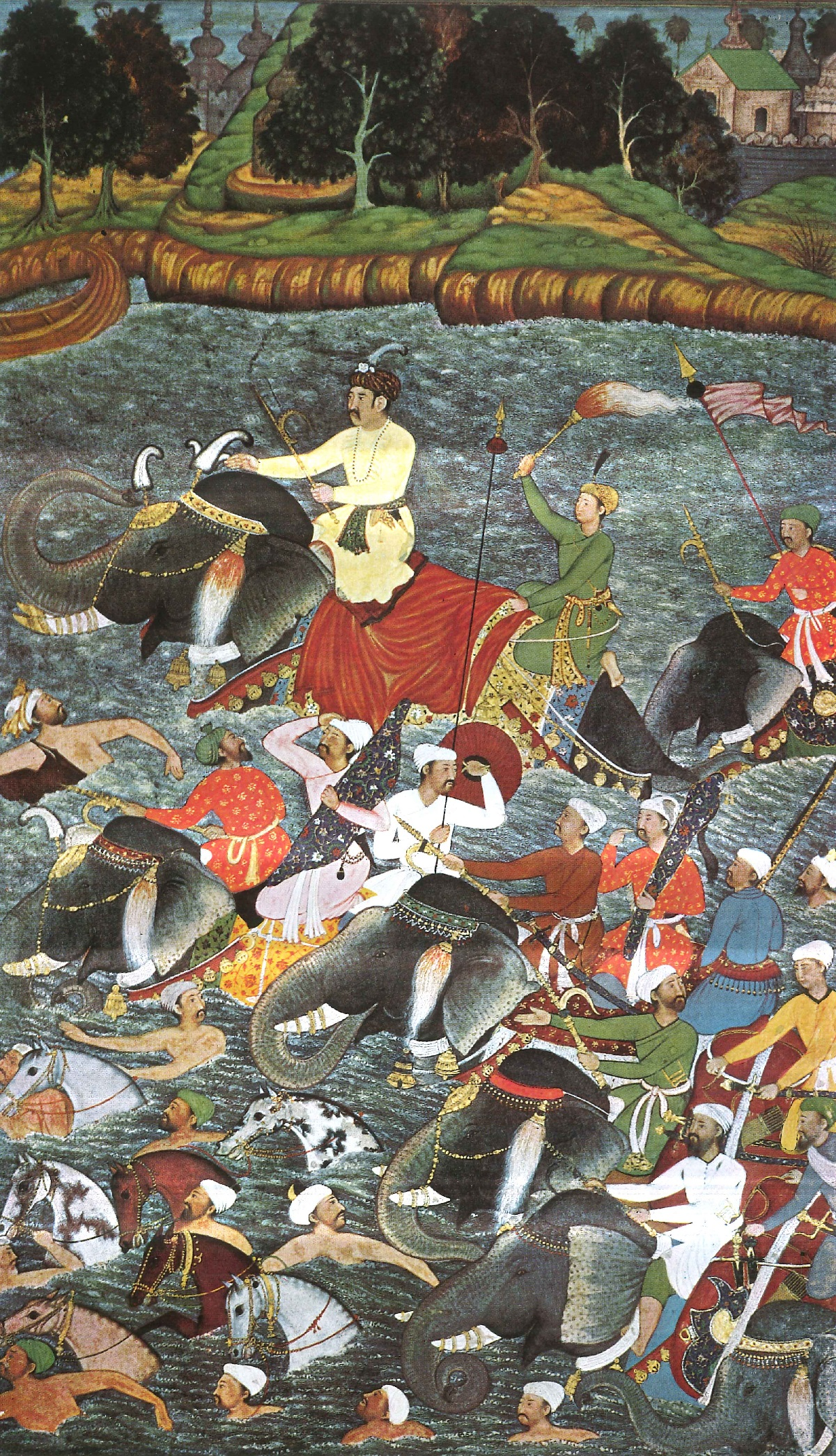
O imperador mogol Akbar atravessando o rio à noite.

O terceiro volume, chamado Ā’īn-i-Akbarī, descreve o sistema administrativo do Império, além de conter o famoso "Relato das Ciências Hindus". Ele também lida com a família, o exército, as receitas e a geografia do império de Akbar. Também fornece detalhes ricos sobre as tradições e a cultura das pessoas que vivem na Índia. É famosa por seus ricos detalhes estatísticos sobre coisas tão diversas quanto rendimentos, preços, salários e receitas das colheitas. Aqui está a ambição de Abu'l Fazl, em suas próprias palavras: "Há muito o desejo ambicioso do meu coração de rever em certa medida as condições gerais deste vasto país e registrar as opiniões professadas pela maioria dos eruditos entre os hindus. Não sei se o amor à minha terra natal tem sido a influência ou exatidão atraente da pesquisa histórica e da veracidade genuína da narrativa" (Āin-i-Akbarī, traduzido por Heinrich Blochmann e Henry Sullivan Jarrett, volume III, pág. 7). Nesta seção, ele expõe as principais crenças das seis principais escolas filosóficas hindus de pensamento, e as dos jainistas, budistas e nāstikas. Ele também dá vários relatos indianos de geografia, cosmografia e alguns boatos sobre o pensamento estético indiano. A maioria dessas informações deriva de textos e sistemas de conhecimento em sânscrito. Abu'l Fazl admite que não conhecia o sânscrito e acredita-se que ele tenha acessado essas informações através de intermediários, provavelmente jainistas que foram favorecidos na corte de Akbar.
Em sua descrição do hinduísmo, Abu'l Fazl tenta relacionar tudo com algo que os muçulmanos pudessem entender. Muitos muçulmanos ortodoxos pensavam que os hindus eram culpados de dois dos maiores pecados, o politeísmo e a idolatria.
Sobre o tema da idolatria, Abu'l Fazl diz que os símbolos e imagens que os hindus carregam não são ídolos, mas simplesmente existem para impedir que suas mentes se desviem. Ele escreve que apenas servir e adorar a Deus é necessário.
Abul Fazl também descreve o sistema de castas para seus leitores. Ele escreve o nome, posto e deveres de cada casta. Ele então descreve as dezesseis subclasses que vêm do casamento entre as quatro principais.
Em seguida, Abu'l Fazl escreve sobre o Karma: "Este é um sistema de conhecimento de caráter surpreendente e extraordinário, no qual os aprendizados do hindustão concordam sem opinião divergente". Ele coloca as ações e o evento que elas provocam na próxima vida em quatro tipos diferentes. Primeiro, ele descreve muitas das diferentes maneiras pelas quais uma pessoa de uma classe pode nascer em uma classe diferente na próxima vida e algumas das maneiras pelas quais uma mudança de gênero pode ser provocada. Ele classifica o segundo tipo como as diferentes doenças e enfermidades de que sofre. O terceiro tipo são ações que fazem com que uma mulher seja estéril ou a morte de um filho. E o quarto tipo lida com dinheiro e generosidade, ou falta dela.
Atualmente, o Ain-i-Akbari está alojado no Palácio de Hazarduari, na Bengala Ocidental.

## AAkbarnamade Faizi Sirhindi
A Akbarnama de Shaikh Illahdad Faiz Sirhindi é outra biografia contemporânea do imperador mogol Akbar. A maior parte do trabalho não é fiel ao original e é basicamente uma compilação do Tabaqat-i-Akbari de Khwaja Nizam-ud-Din Ahmad e da famosa Akbarnama de Abu´l Fazl. Os únicos elementos originais deste trabalho são alguns versículos e algumas histórias interessantes. Muito pouco se sabe sobre o escritor desta Akbarnama. Seu pai, Mulla Ali Sher Sirhindi, era um estudioso e Khwaja Nizam-ud-Din Ahmad, o escritor do Tabaqat-i-Akbari, era seu aluno. Ele morava no sarkar de Sirhind, do subá de Deli, e mantinha uma aldeia madad-i-ma´ash (uma terra concedida pelo estado para manutenção). Ele acompanhou seu empregador e patrono Shaikh Farid Bokhari (que ocupava o cargo de Bakhshi-ul-Mulk) em seus vários serviços. Seu trabalho mais importante é um dicionário, o Madar-ul-Afazil, concluído em 1592. Ele começou a escrever este Akbarnama aos 36 anos. Seu trabalho também termina em 1602, como o de Abu´l Fazl. Este trabalho fornece algumas informações adicionais sobre os serviços prestados por Shaikh Farid Bokhari. Ele também fornece informações valiosas sobre o cerco e captura de Asirgarh.

## Traduções
- Beveridge, Henry. (tr.) (1902-1939, republicado em 2010). The Akbarnama of Abu-L-Fazl em três volumes.
- The History of Akbar, Volume 1 (a Akbarnama), editado e traduzido por Wheeler M. Thackston, Murty Classical Library of India, Harvard University Press (janeiro de 2015), capa dura, 656 páginas, ISBN 9780674427754

- Este artigo incorpora texto  (em inglês) da Encyclopædia Britannica (11.ª edição), publicação em domínio público.